# María Estuardo (libro)
María Estuardo (publicada en alemán como Maria Stuart y en inglés como (The) Queen of Scots o Mary, Queen of Scotland and the Isles) es una biografía sobre la reina escocesa realizada por el escritor austriaco Stefan Zweig y publicada en 1934.
En su célebre autobiografía El mundo de ayer, Zweig cuenta que en el otoño de 1933, llegó a sus manos un manuscrito con el informe sobre la ejecución de María Estuardo. Este documento, especialmente un pasaje, lo incluirá un año más tarde en su libro sobre la reina de los escoceses.
Al igual que muchos escritores alemanes como Lion Feuchtwanger, Bruno Frank y Heinrich Mann, Stefan Zweig busca a través del destino de un personaje histórico considerar y describir los conflictos de su propio tiempo.
Este fue el primer libro de Zweig escrito en el exilio.